# زیزو (بازیکن فوتبال)
احمد سید (عربی: أحمد سيد؛ زادهٔ ۱۰ ژانویهٔ ۱۹۹۶) بازیکن فوتبال اهل مصر است.
از باشگاه‌هایی که در آن بازی کرده‌است می‌توان به باشگاه ورزشی ناسیونال، باشگاه فوتبال موریرنز، باشگاه ورزشی زمالک، و باشگاه فوتبال لیرسه اشاره کرد.
او همچنین در تیم ملی فوتبال مصر بازی کرده‌است.